# Instituto de Paleontologia de Vertebrados e Paleoantropologia
O Instituto de Paleontologia de Vertebrados e Paleoantropologia (Chinês: 中国科学院古脊椎动物与古人类研究所. Inglês: Institute of Vertebrate Paleontology and Paleoanthropology, IVPP) é um instituto localizado em Pequim e vinculado à Academia Chinesa de Ciências. O instituto é dedicado à pesquisa de paleontologia de vertebrados, paleoantropologia e as áreas correlatas de geologia, biologia, e arqueologia paleolítica.
De acordo com o site do instituto, mais de 120 artigos já foram publicado na prestigiosa revista Nature entre 1993 e 2020. O instituto edita quatro revistas científicas (Vertebrata PalAsiatica, Acta Anthropologica Sinica, Fossils e Dinosaur), as quatro em chinês, e possui o maior acervo de fósseis de humanos e outros vertebrados, com mais de 210 espécimes catalogados. Também abriga o Paleozoological Museum of China.

## Pesquisas desenvolvidas
Cientistas do instituto estiveram envolvidos em diversas descobertas científicas. Os vestígios de DNA em fósseis de Hypacrosaurus stebingeri foram descobertos em pesquisa liderada por Alida Bailleul, cientista do instituto.
DNA mitocondrial de pandas também foi investigado pelo instituto. O DNA mitocondrial foi retirado de um fóssil de 22 mil anos encontrado em na caverna Cizhutuo, em Guangxi Zhuang, uma região que atualmente não tem pandas. O estudo revelou que os pandas de Cizhutuo têm uma linhagem que divergiu dos pandas atuais há 183 mil anos, enquanto que os pandas viventes têm seu ancestral comum em um indivíduo que viveu há 72 mil anos.
Pesquisadores do instituto estiveram envolvidos na redescrição da espécie Turfanosuchus dabanensis, que permitiu uma reclassificação da espécie. Também descobriram o peixe fóssil Kenichthys campbelli, de 395 milhões de anos, que foi na época o fóssil mais antigo do seu grupo, o que permitiu compreender melhor a evolução da anatomia dos peixes e a origem da coana, na descoberta do Nemicolopterus crypticus, o menor fóssil de pterossauro encontrado, com adaptações nunca antes encontradas em outros répteis voadores, como uma expansão óssea do fêmur. O instituto também abriga diversos fósseis em sua coleção, como por exemplo fósseis de diversos dinossauros da família Chaoyangsauridae, que foi definida por um cientista do instituto.

## Pessoas
Entre os cientistas de destaque envolvidos com o instituto estão Meemann Chang, diretora do instituto entre 1983 e 1990 e vencedora do prêmio L'Oréal-UNESCO para mulheres em ciência, e Alexander Kellner, diretor do Museu Nacional do Rio de Janeiro, associado ao instituto. Outros paleontólogos notáveis que já trabalharam com o instituto incluem Yang Zhongjian, Dong Zhiming e Zhao Xijin.